# Молінікос
Молінікос (ісп. Molinicos) — муніципалітет в Іспанії, у складі автономної спільноти Кастилія-Ла-Манча, у провінції Альбасете. Населення — 1060 осіб (2010).
Муніципалітет розташований на відстані близько 250 км на південний схід від Мадрида, 70 км на південний захід від Альбасете.
На території муніципалітету розташовані такі населені пункти: (дані про населення за 2010 рік)
- Лос-Алехос: 32 особи
- Ла-Альфера: 15 осіб
- Лас-Анімас: 18 осіб
- Каньяда-де-Мороте: 2 особи
- Каньяда-дель-Провенсіо: 59 осіб
- Лос-Кольядос: 97 осіб
- Фуенте-Карраска: 7 осіб
- Фуенте-Ігера: 39 осіб
- Лас-Ояс: 8 осіб
- Месонес: 25 осіб
- Молінікос: 485 осіб
- Ель-Пардаль: 69 осіб
- Пінілья: 21 особа
- Кехігаль: 1 особа
- Торре-Педро: 24 особи
- Вегальєра: 158 осіб

## Демографія
Динаміка населення (INE ):

## Галерея зображень

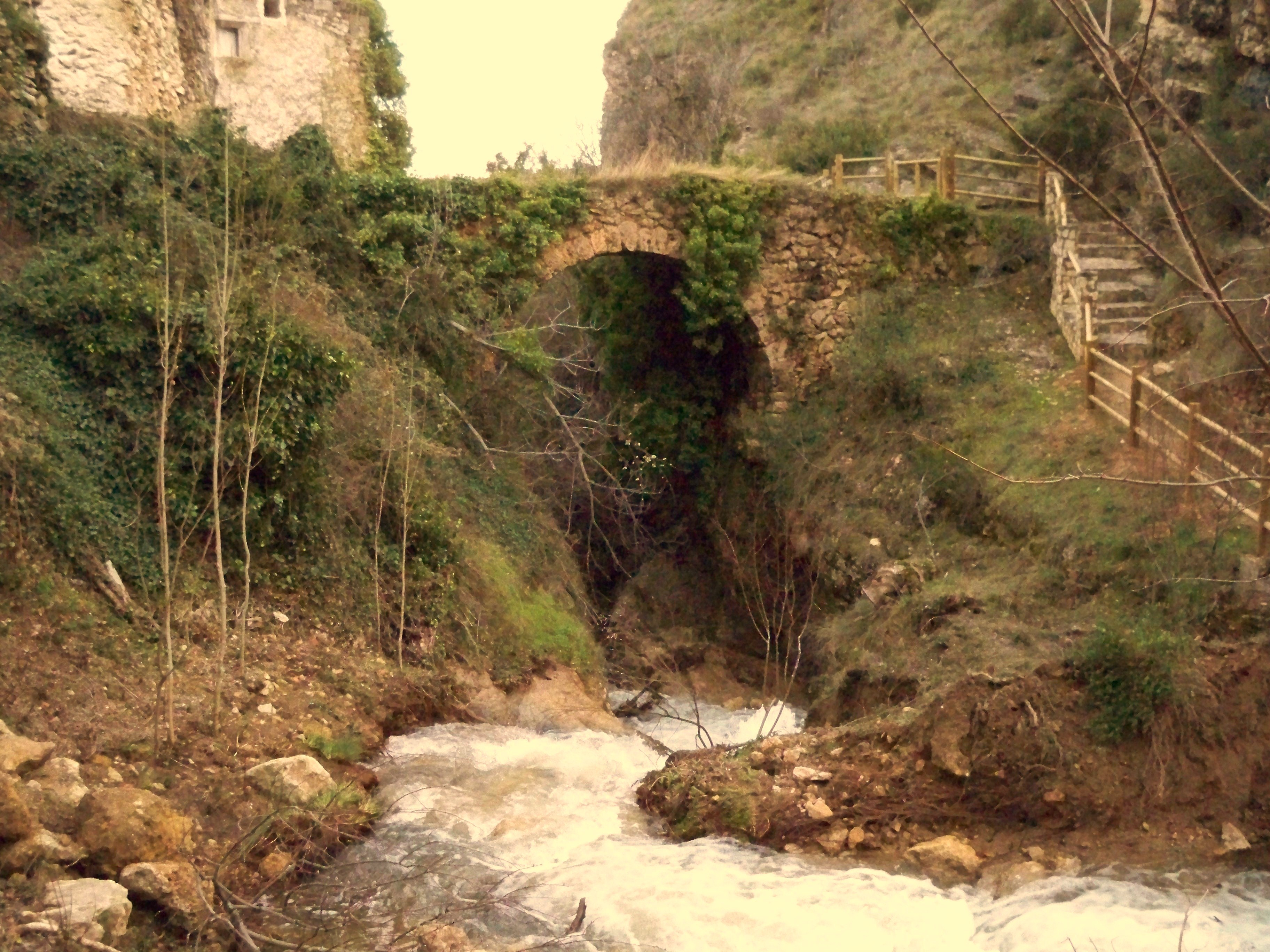
Акведук, Молінікос
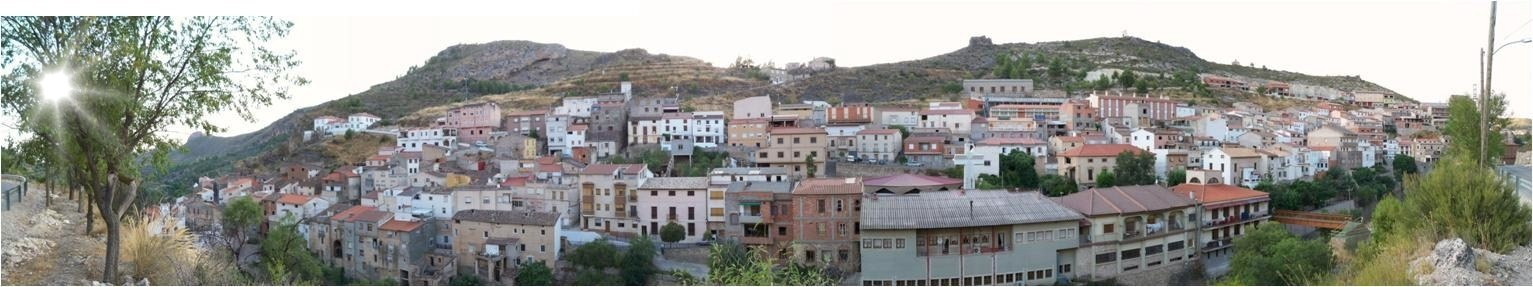
Молінікос, панорама
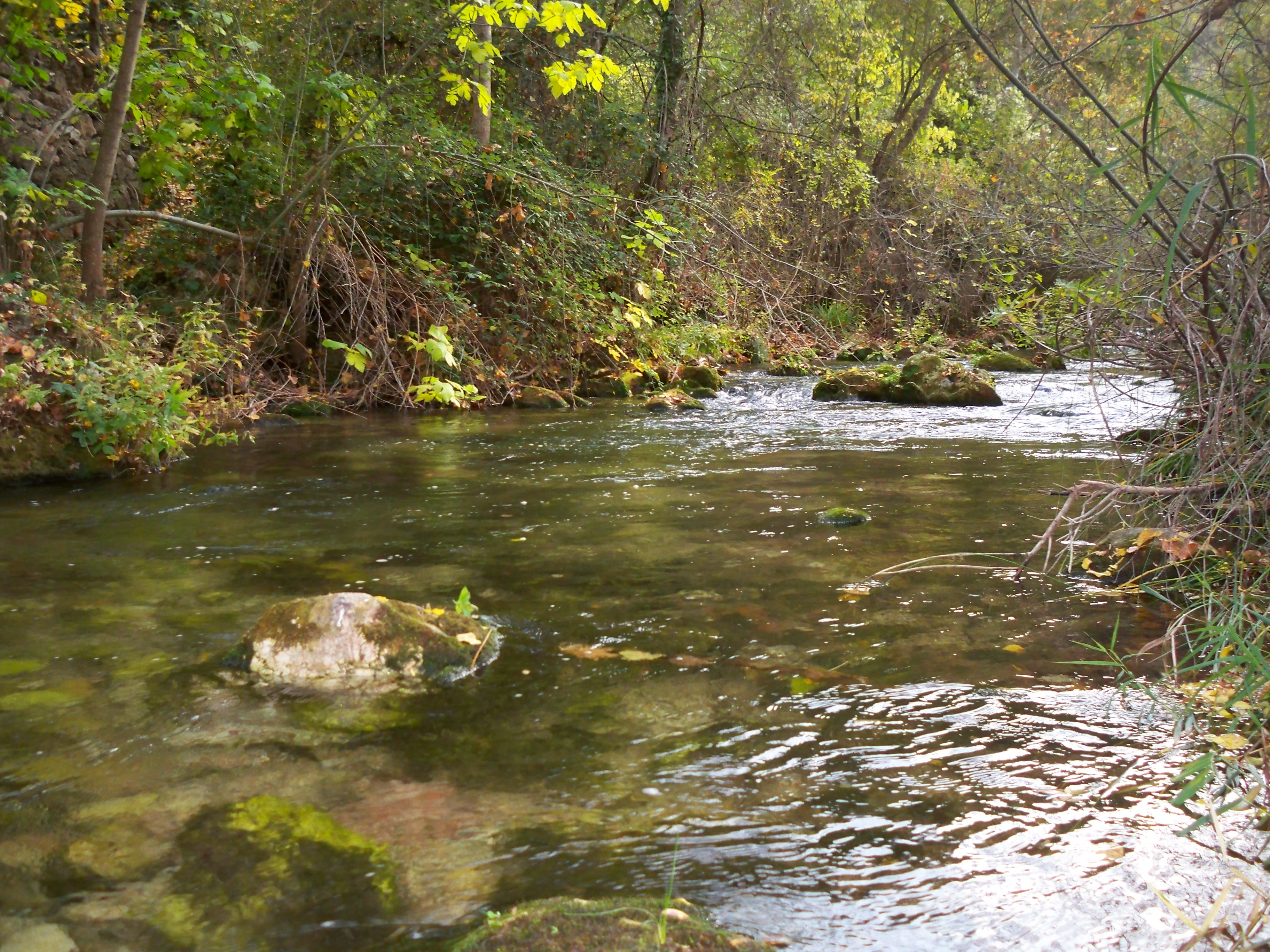
Річка Мундо, Лос-Алехос
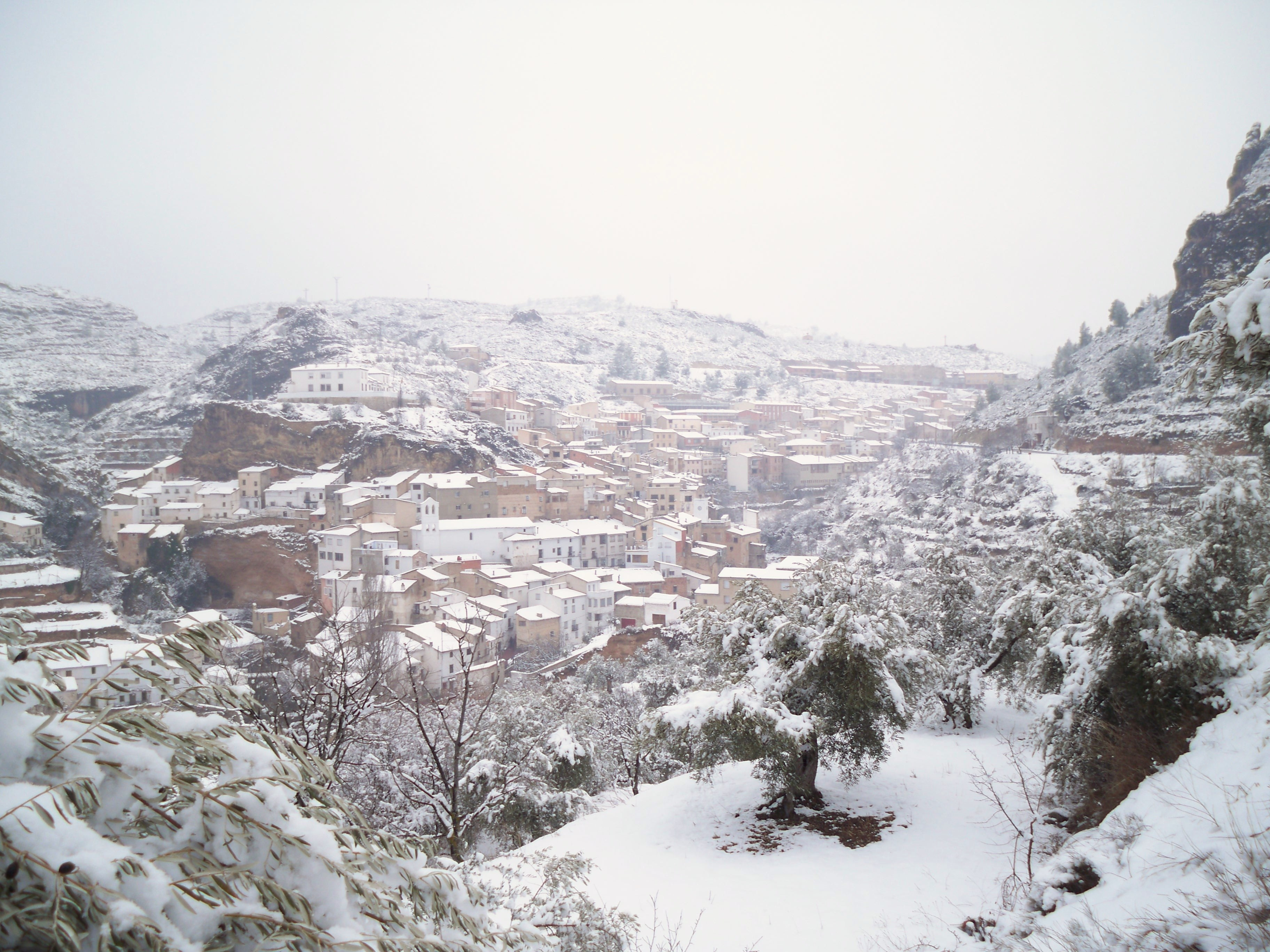
Молінікос взимку
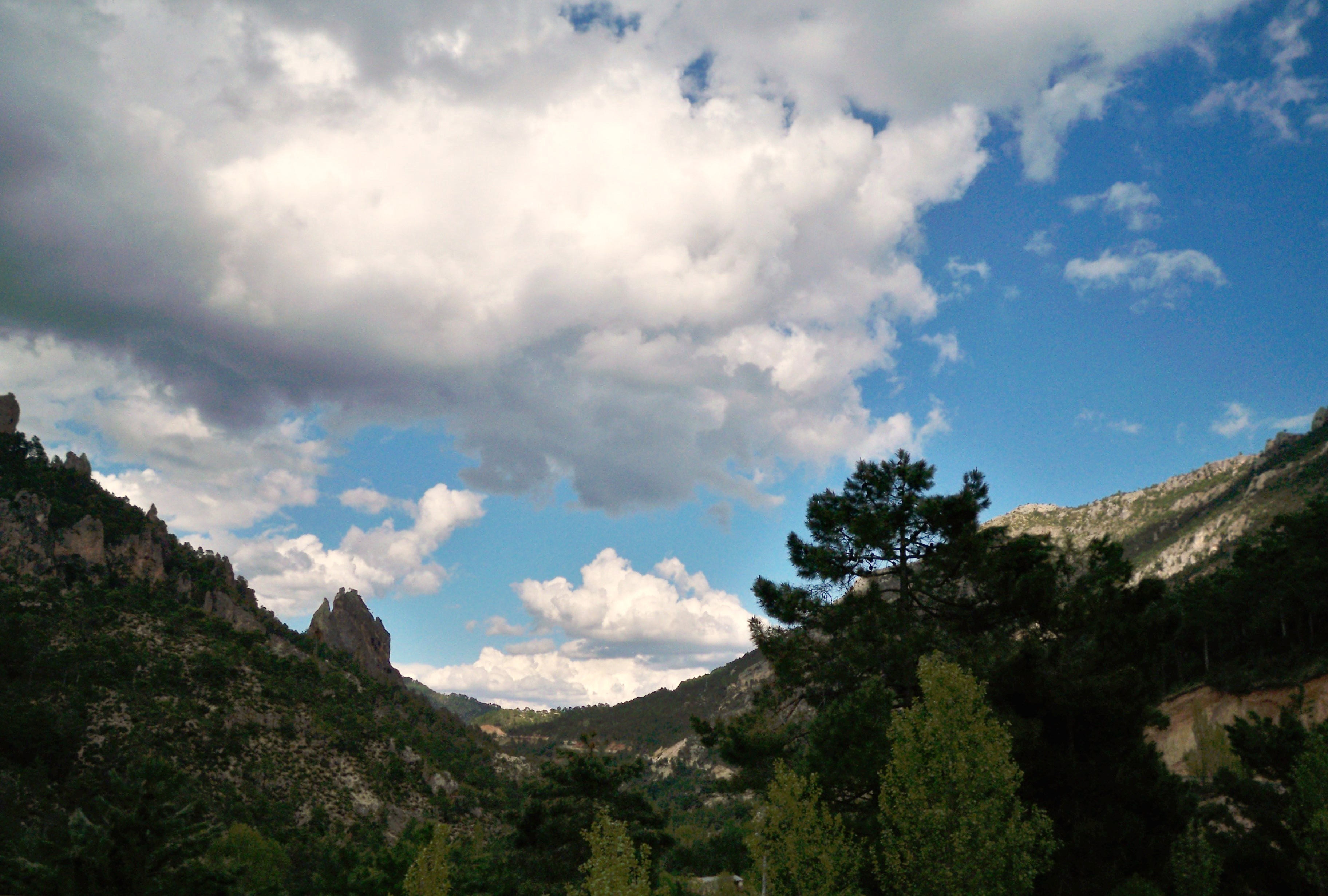
Долина річки Мундо
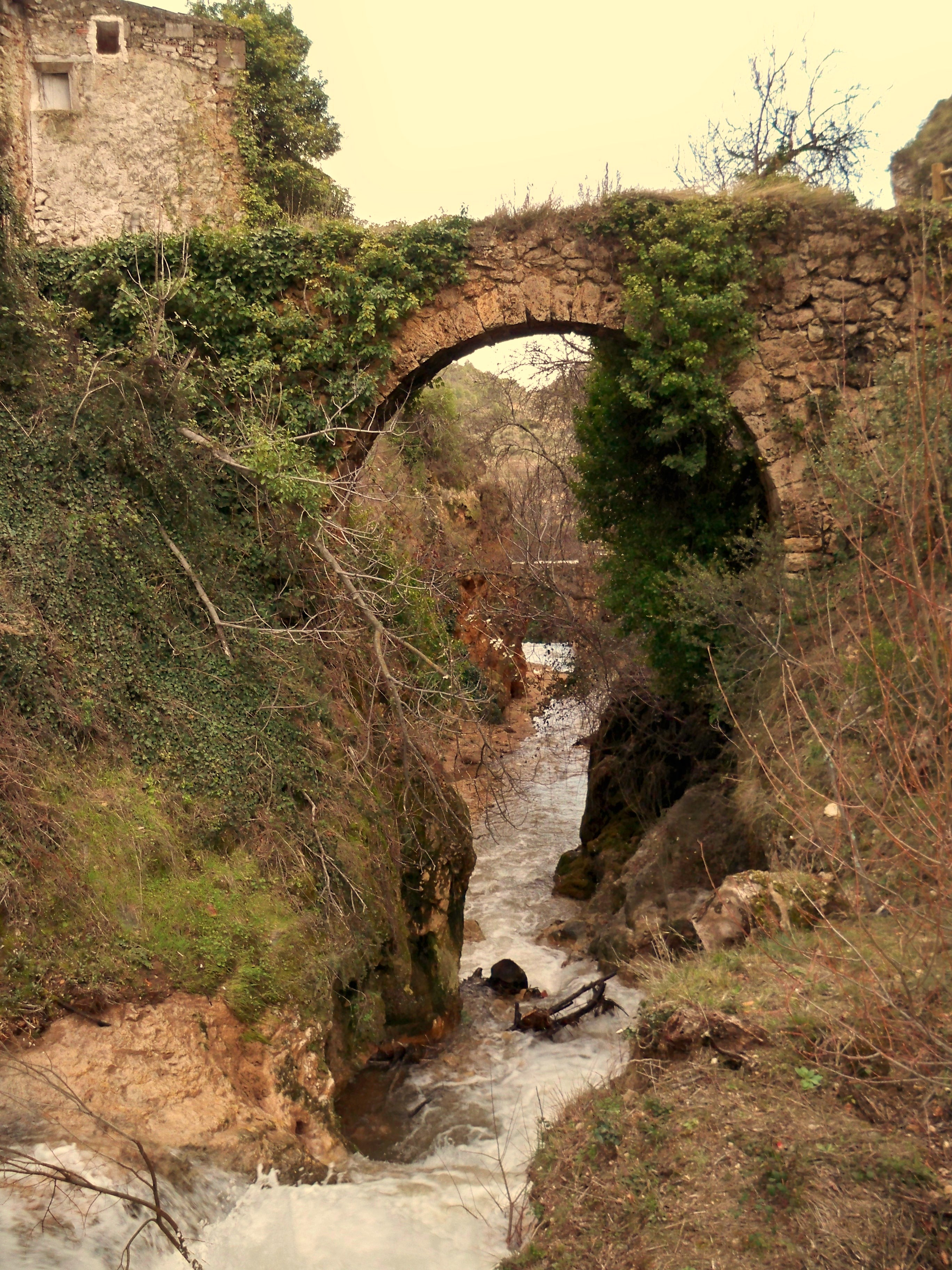
Середньовічний акведук
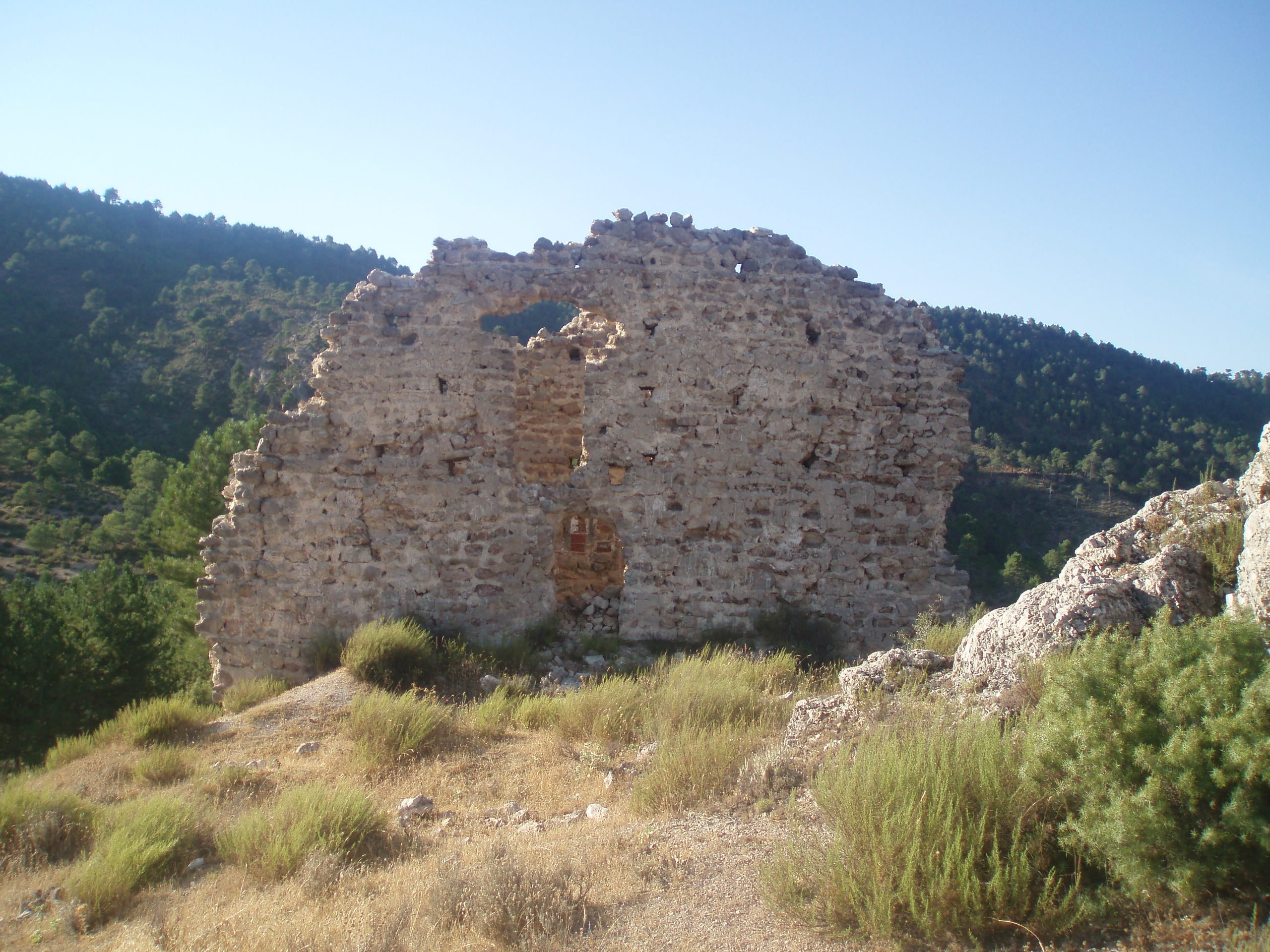
Замок Ель-Санто
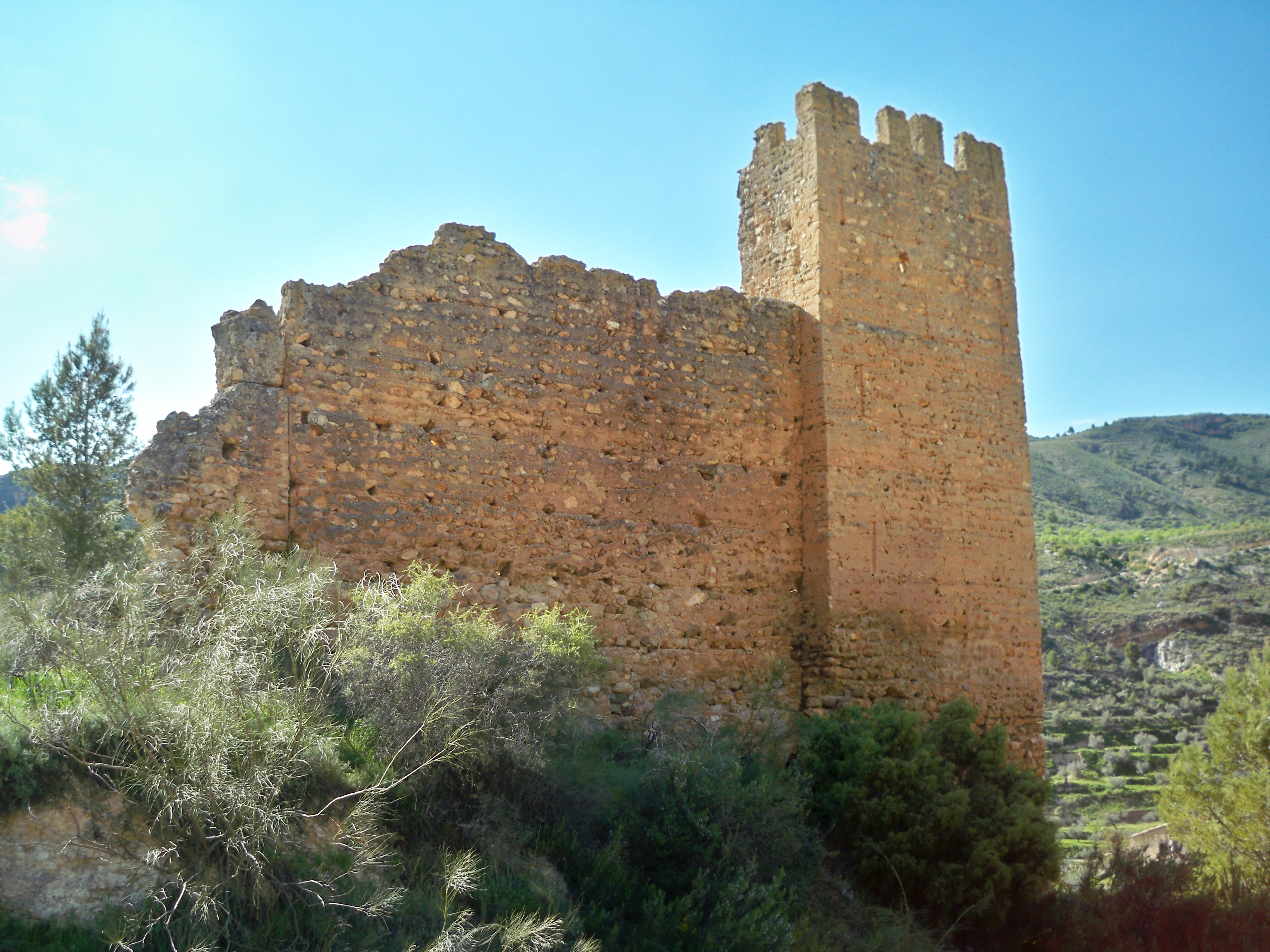
Замок Лас-Уертас, XII століття
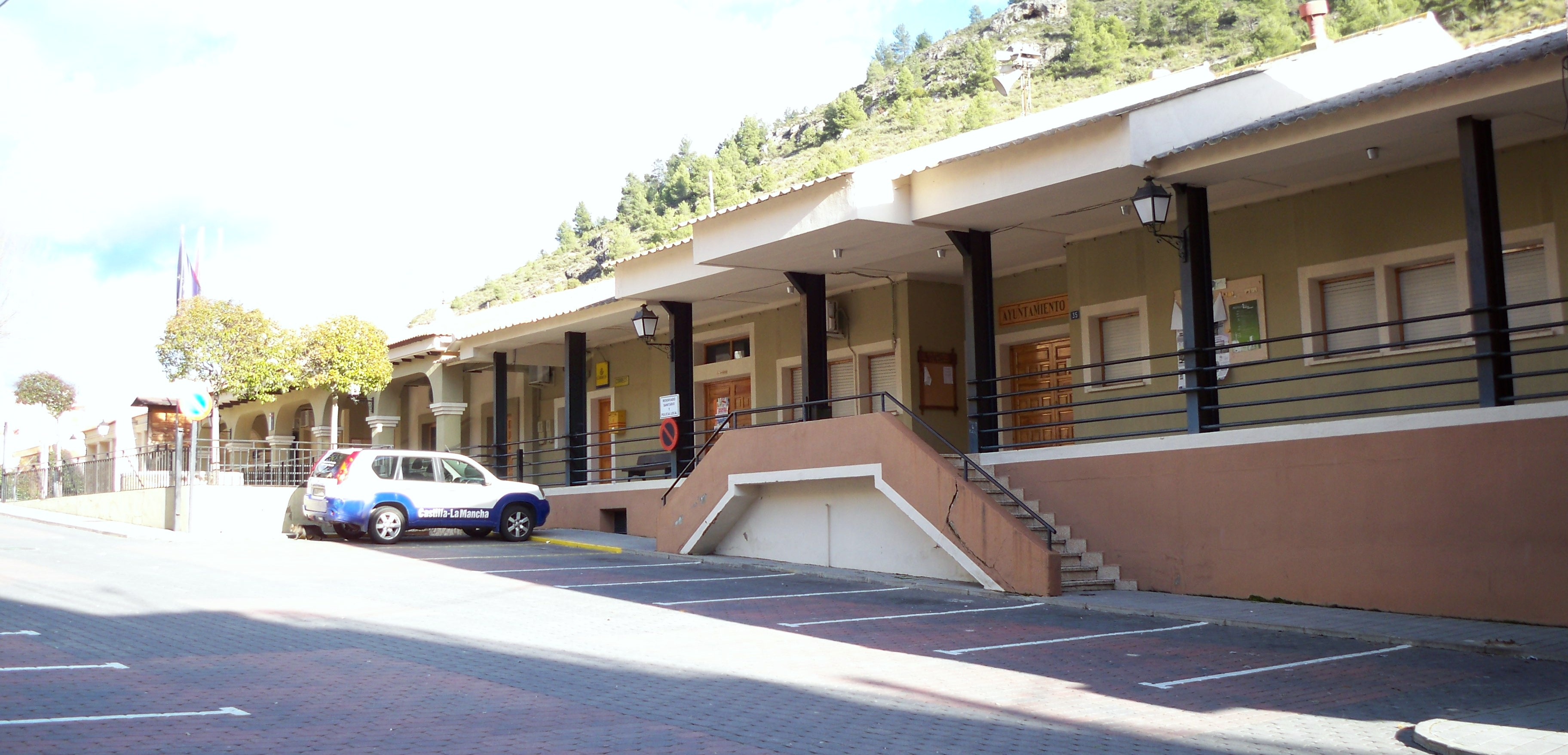
Будинок муніципальної ради
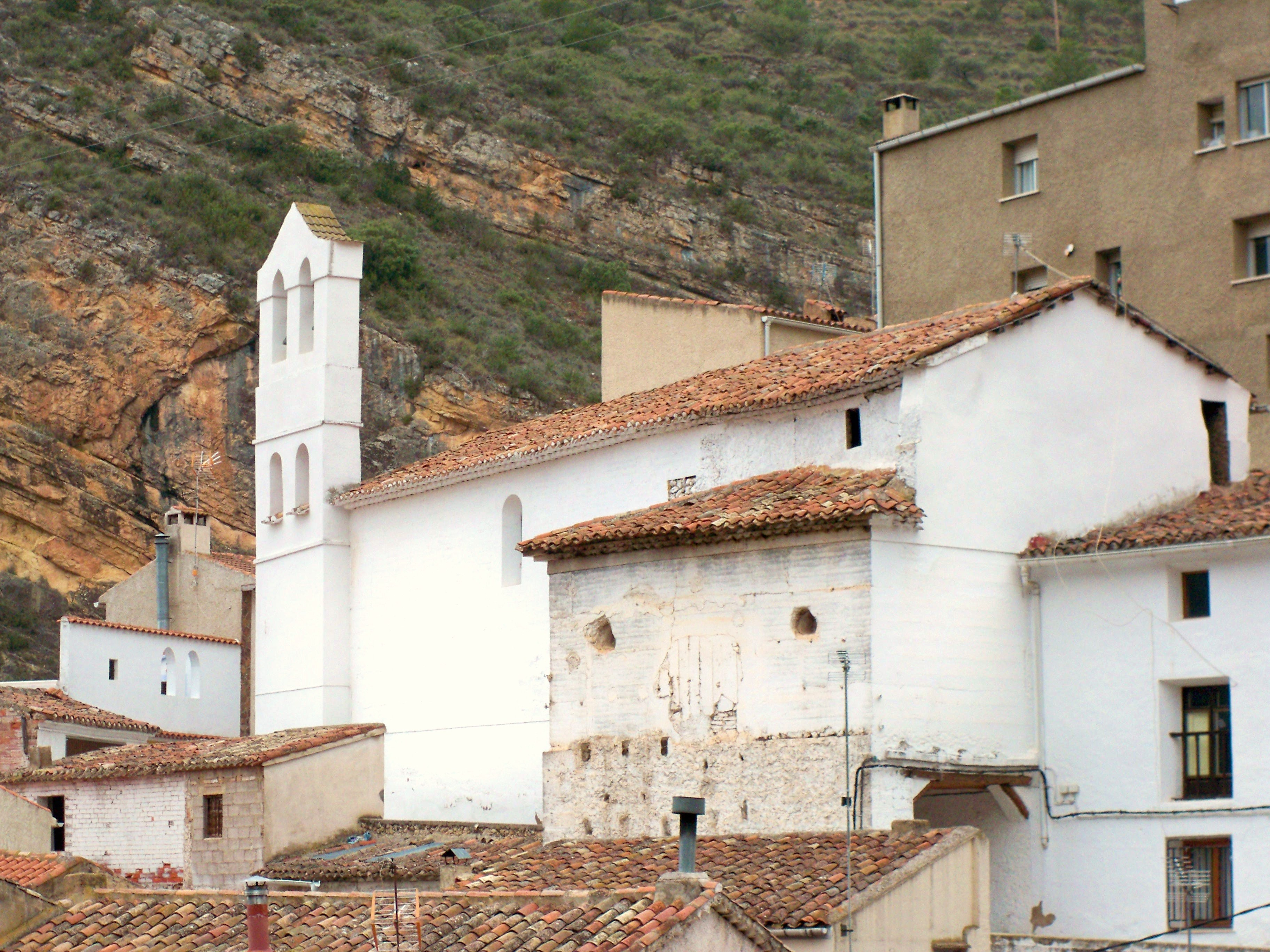
Церква Сан-Хосе, Молінікос
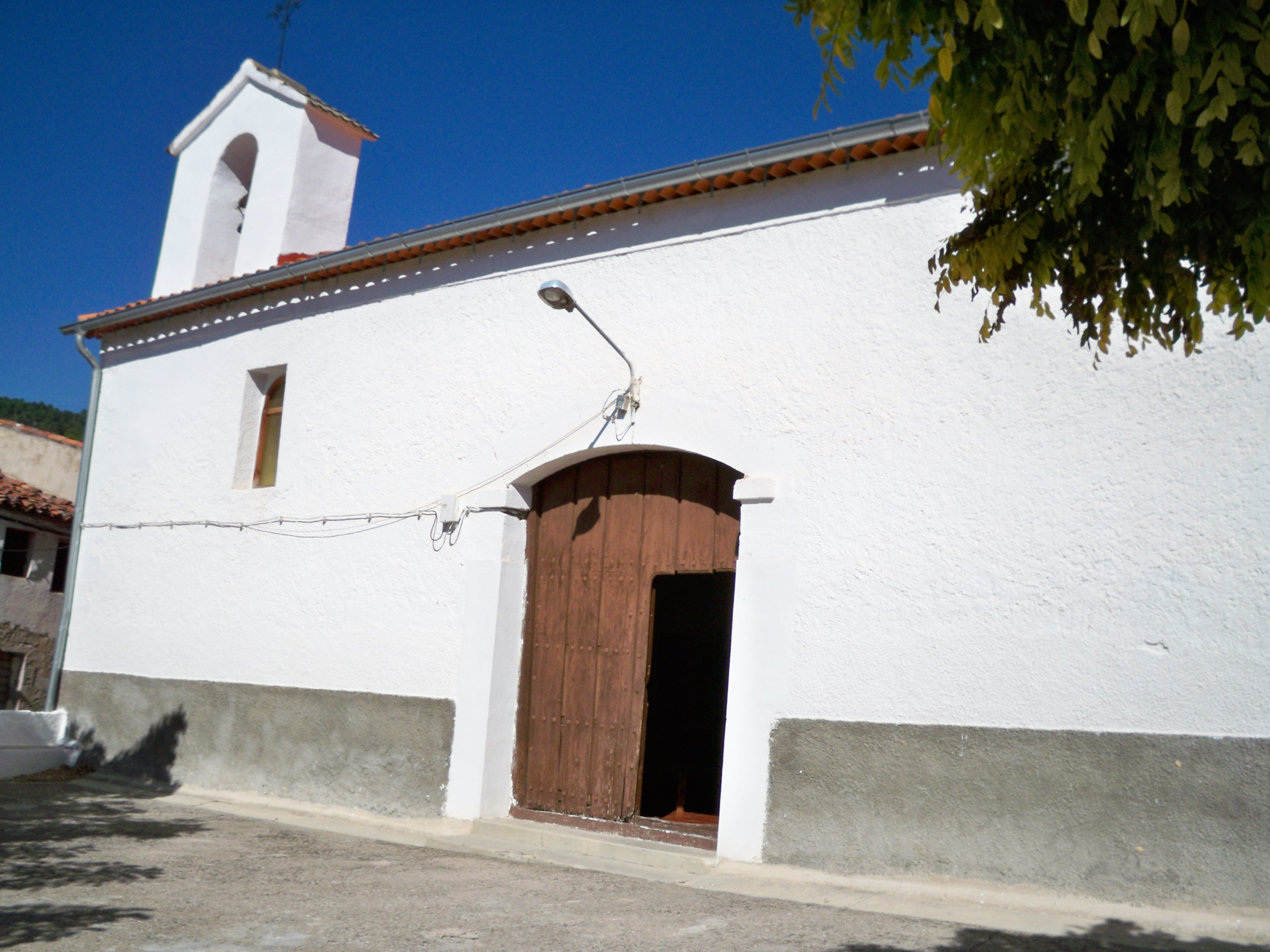
Церква Каньяда-дель-Провенсіо
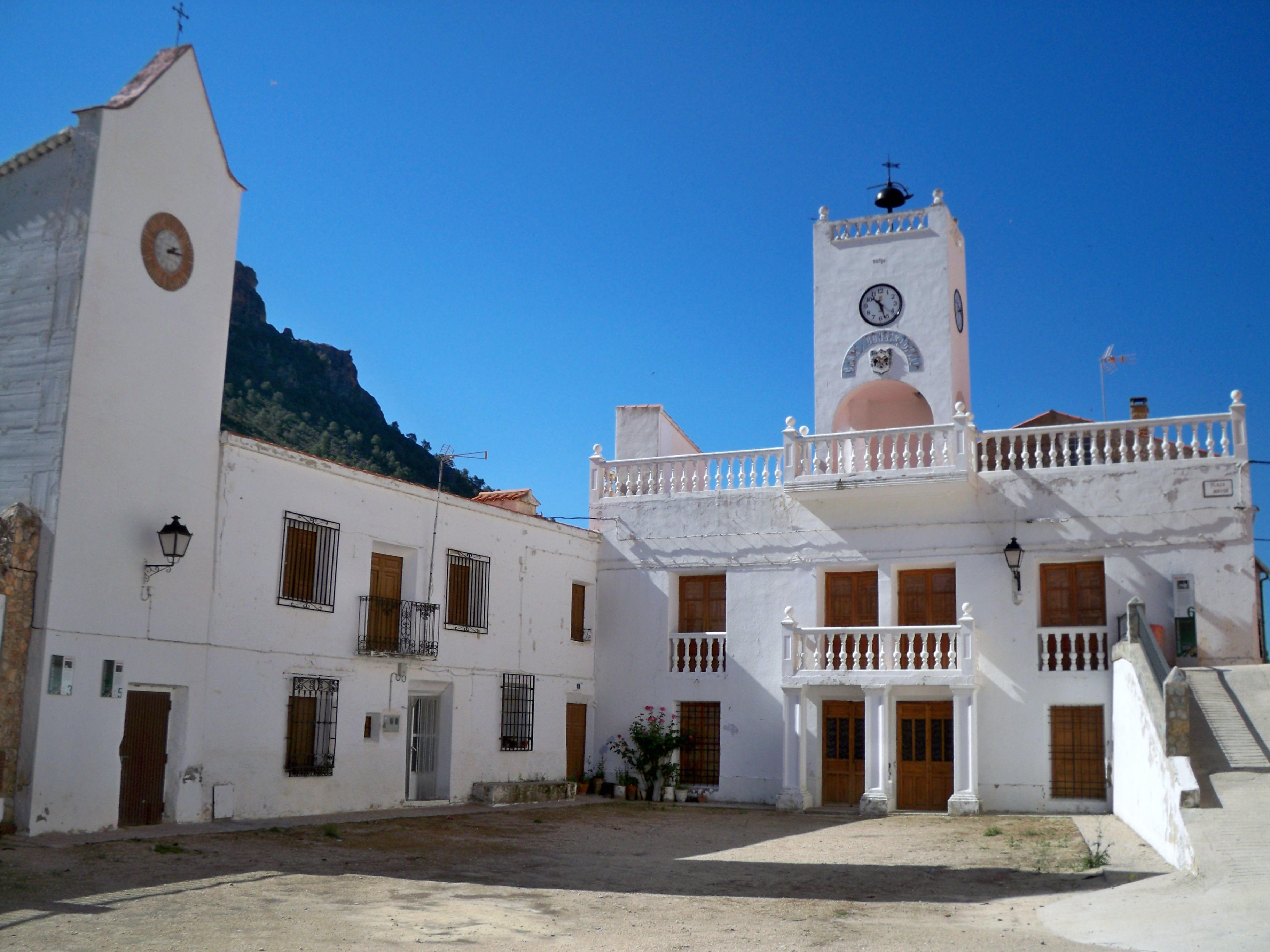
Пласа-Майор, Молінікос